# 大安二交流道
大安二交流道位於臺灣臺中市大安區，為臺灣台61線指標144公里處的交流道（實際里程為143.8K），可連接區道南埔路與中17線。
2000年12月22日，房裡至線西路段通車，房裡至大甲溪橋路段主線為平面道路，故大安二交流道初期為平面路口匝道。2018年3月31日，台61線房裡至大甲溪橋主線高架化工程通車，大安二交流道正式改為半套鑽石型交流道。
|  | 144 大安二 |  | 大安 |

## 外部連結
- 台61線大安二交流道示意圖 （页面存档备份，存于）（交通部公路總局）